# Viktor Koršunov

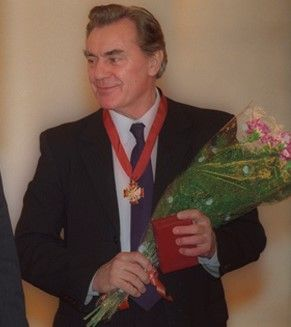
Viktor Koršunov

Viktor Koršunov (Mosca, 24 novembre 1929 – Mosca, 17 aprile 2015) è stato un attore sovietico.

## Filmografia parziale

### Attore
- Pervye radosti (1956)
- Neobyknovennoe leto (1957)
- Po tonkomu l'du (1966)

## Premi
- Artista onorato della RSFSR
- Artista popolare della RSFSR
- Artista del popolo dell'Unione Sovietica
- Ordine della Rivoluzione d'ottobre
- Ordine della Bandiera rossa del lavoro
- Ordine al merito per la Patria